# Flora Zapadnoi Sibiri
Flora Zapadnoi Sibiri o Flora Sibiriae Occidentalis (abreviado Fl. Zapadnoi Sibiri) es un libro con ilustraciones y descripciones botánicas que fue escrito por el  botánico ruso Porphyry Nikitic Krylov & al. (eds.) y publicado por la Universidad Estatal de Tomsk en 12 volúmenes en los años 1928-1964 con el nombre de Flora zapadnoi Sibiri; rukovodstvo k opredeleniiu zapadno-sibirskikh rastenii. 2. dop. i rasshirennoe izd. "Flory Altaia i Tomskoi gubernii." P. Krylova pri sotrudnichestve B.K. Shishkina ... [et al.]..

## Publicación
- Volumen n.º 1: 1927 Pteridophyta. Hydrocharitacea;
- Volumen n.º 2: 1928; Gramineae;
- Volumen n.º 3: 1929; Cyperaceae-Orchidaceae;
- Volumen n.º 4: 1930; Salicaceae-Amarantaceae;
- Volumen n.º 5: 1931; Aizoaceae- Berberidaceae;
- Volumen n.º 6: 1931; Papaveraceae- Saxifragaceae;
- Volumen n.º 7: 1933; Rosaceae-Papilionaceae;
- Volumen n.º 8: 1935;
- Volumen n.º 9: 1937;
- Volumen n.º 10: 1939;
- Volumen n.º 11: 1949;
- Volumen n.º 12: 1961?